# Sologne

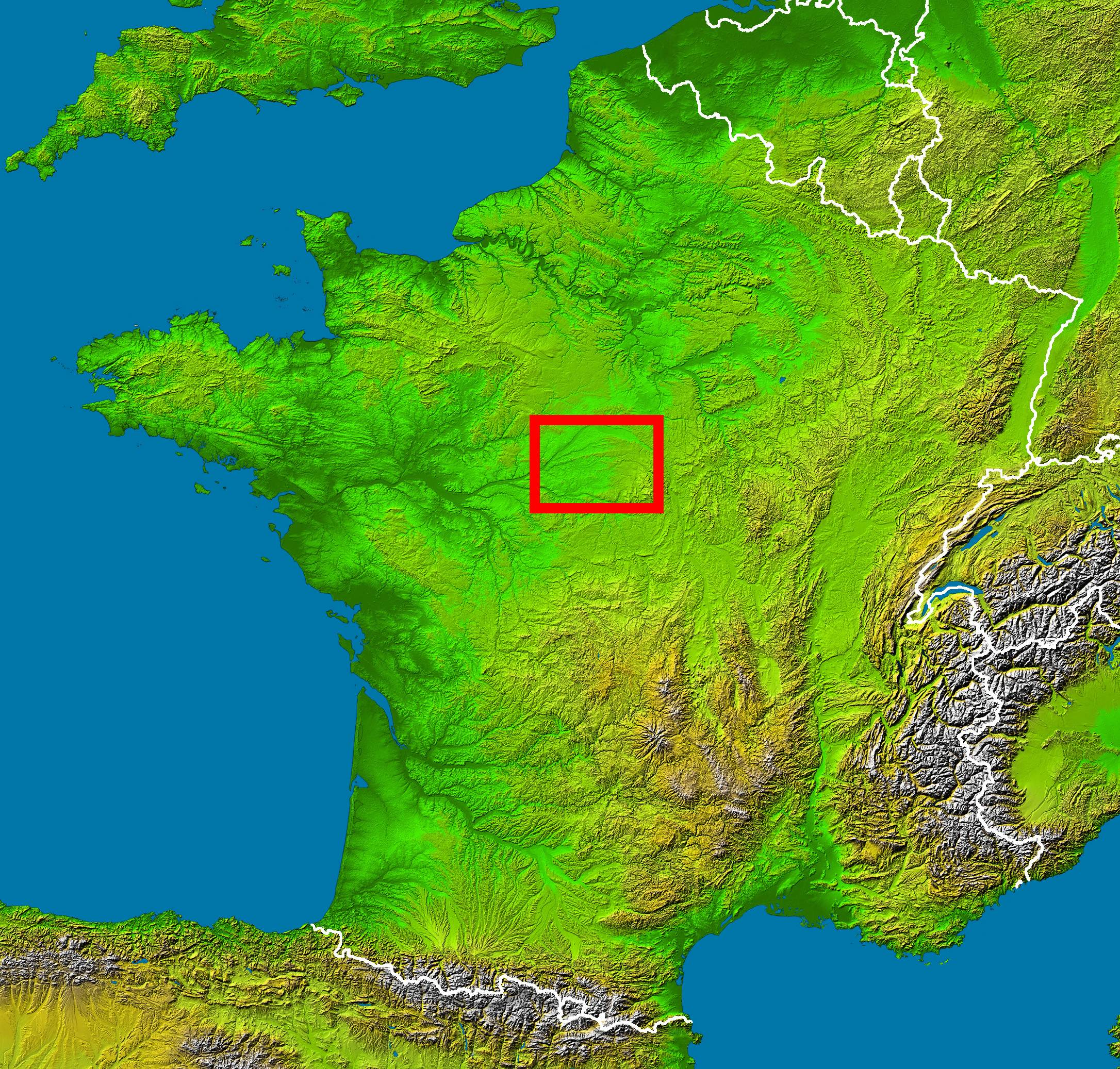
Ungefähre Lage der Sologne

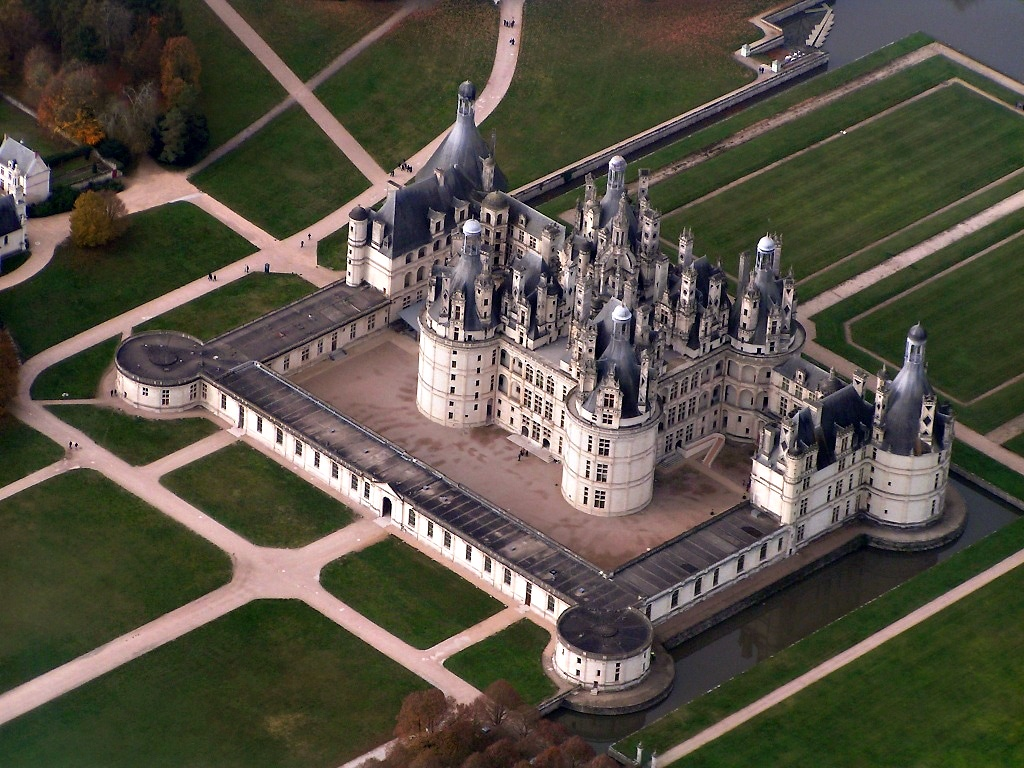
Schloss Chambord

Die Sologne ist eine wald- und seenreiche Landschaft in Zentralfrankreich. Sie erstreckt sich mit 460.000 Hektar über die Départements Loiret, Loir-et-Cher und Cher in der Region Centre-Val de Loire.

## Geographie
Im Großen und Ganzen ist die Sologne von unfruchtbaren flachen Wald-, Sumpf-, Schwemm- und Heidelandschaften mit ihren zahlreichen für die Fischwirtschaft genutzten Teichen geprägt. Dies rührt von ihrem sand- und tonhaltigen Boden her. Die Sologne wird von den Flüssen Cosson, Beuvron und Sauldre entwässert.
Die bedeutendsten Orte der Sologne sind:
- Romorantin-Lanthenay
- La Ferté-Saint-Aubin
- Salbris
- Lamotte-Beuvron
- Aubigny-sur-Nère

## Jagdschlösser
Die mehr als 400 Jagdschlösser und die umgebenden Flächen gehörten früher der französische Aristokratie und heute zu neunzig Prozent Superreichen wie Olivier Dassault vom gleichnamigen Luftfahrtkonzern. Die Besitzer bauten Zäune von etwa 4000 Kilometern Länge und verhindern den Zugang zu großen Teilen der Sologne. Diese Praxis ist Gegenstand politischer Diskussionen und wird sogar als "Solognisierung" bezeichnet, da das Phänomen in der Sologne so präsent ist. Von der Seite der Besitzer werden Sicherheitsaspekte angesprochen: Verhinderung vor Eindringlingen, Schutz von Wanderern, um verirrte Kugeln zu vermeiden, sowie von Autofahrern, indem verhindert wird, dass Tiere während der Treibjagd auf die Straßen gelangen, die die Wälder durchqueren. Für Naturschutz-Verbände führen diese Barrieren zur Verhinderung von Wanderung von Tieren. Auf Teichen eines Jagdgebietes wurden in den 2020er Jahren pro Saison 35 000 Wildenten aufgezogen. Eine einzige Jagdgesellschaft mit 16 Teilnehmern soll über 4000 Enten abschießen und bis zu 15.000 Schuss abgeben. Die Fütterung und Zucht von Wildtieren zum alleinigen Zweck der Jagd wirft auch ethische Fragen auf. Im Brandfall besteht Gefahr, da die Absperrungen den Feuerwehrleuten den Zugang zu diesen Privatwäldern verwehren. Im Januar 2023 wurde ein Gesetz zum Verbot von Zäunen verabschiedet, das vorschreibt, dass die Höhe von Zäunen bis 2027 auf maximal 1,20 Meter reduziert werden muss.

## Wirtschaft
Die Region ist für die Pferderasse Solognote bekannt. 

## Geschichte
Romorantin ist die alte Hauptstadt der Sologne.
In der Sologne erwarb der Pariser Kriegsprofiteur und Nazi-Kollaborateur Mandel Szkolnikoff (1895–1945) während des Zweiten Weltkriegs Grundbesitz von 900 Hektar.